# Richard Jakobi
Richard Jacobi (n. 26 martie 1901, Brașov – d. 26 ianuarie 1972, Sibiu), sas din Transilvania, silvicultor, ornitolog, scriitor de limba germană din România.
A fost fiul funcționarului de bancă Fritz Jacobi (1871–1951) și a soției acestuia, Josefine (născută-. Meschendörfer, 1875–1957).
A urmat gimnaziul Honterus din Brașov (înființat în 1541), dându-și bacalaureatul în 1920. Pentru a-și putea îndeplini visul de a deveni silvicultor, a funcționat timp de un an ca practicant la Ocolul Silvic Brașov, care avea în grijă 80.175 ha de pădure.
A început studiile silvice la Școala superioară de cultivarea pământului (Hochschule für Bodenkultur) din Viena (1921–1922). În 1923 s-a transferat la Universitatea silvică din Tharandt. După absolvire, s-a întors în țară unde a devenit custode al Muzeului șașilor din Țara Bârsei din Brașov. Aici a înființat, în același an, prima Centrală pentru inelarea păsărilor de pe teritoriul României, profesând ca ornitolog.
Din motive materiale, a trebuit să renunțe în 1928 la această activitate și s-a angajat ca silvicultor. A lucrat în pădurile seculare din Munții Harghitei și Broșteni, până în 1945, când a fost deportat în Uniunea Sovietică. După ce a fost eliberat, în 1947, a lucrat în Carpații Meridionali, în Munții Lotrului și Munții Cibinului, unde a continuat și cu activitatea de ornitolog.
Încă înainte de al doilea război mondial, a publicat, împreună cu O. Witting și F. Kimm, două calendare cu subiect vânătoresc: Siebenbürgischen Jagd-Kalender (Calendar vânătoresc transilvănean) și  Karpathen-Jagd-Kalender (Calendarul vânătoresc al Carpaților).
În anul 1955 a renunțat definitiv la silvicultură și s-a dedicat scrisului. La 15 ianuarie 1957, Richard Jakobi i-a urmat lui Werner Bossert la conducerea cenaclului literar „Heinrich Heine“.
A publicat mai multe cărți, care au fost traduse în mai multe limbi.

## Scrieri
- Das Mädchen und die Bärin (Fata și ursoaica) (1958),
- Karpatenzauber (Vraja Carpaților) (1961),
- Adebar fliegt nach Süden (Adebar zboară către sud) (1969),
- Hexensabbat (Sabatul vrăjitoarelor)(1971)
- Siebenbürgische Schnurren und Anekdoten (Snoave și anecdote din Transilvania) (1971)

După moartea sa trebuia să apară, în 1974, „Fillip der Zitronenfalter“.
Jacobi a lăsat în urma sa și multe manuscrise, între care și cele două lucrări principale ale sale, Ausgestorbene Tiere der Karpaten Siebenbürgens (Animale dispărute din Carpații Transilvaniei), Karpatenwild-Karpatenwaid, precum și lucrarea sa de o viață, despre lumea păsărilor din Transilvania, care așteaptă încă lumina tiparului.